# Душан Кораћ
Душан Кораћ (Мрчајевци, код Чачка, 7. јануар 1920 — Београд, 13. март 1998) био је учесник Народноослободилачке борбе, генерал-пуковник ЈНА, друштвено-политички радник СФР Југославије и СР Србије и народни херој Југославије.

## Биографија
Рођен је 7. јануара 1920. године у селу Мрчајевцима, код Чачка, у сиромашној радничкој породици. У потрази за бољим условима живота, Душанови сиромашни родитељи су често мењали своје боравиште. Прве дане детињства, Душан је провео у Крагујевцу, одакле се, 1922. године, преселио у Берански срез, у родно место својих родитеља. Године 1928, породица Кораћ се поново вратила у Крагујевац, где је Душан завршио основну школу и, 1933. године, био примљен у Војно-техничку школу при Војно-техничком заводу у Крагујевцу. После четворогодишњег школовања, као квалификовани металски радник, запослио се у Војно-техничком заводу, у којем је као радник радио и његов отац.
За време школовања у Војно-техничком заводу прикључио се револуционарном омладинском покрету. Године 1937. био је примљен у Савез комунистичке омладине Југославије (СКОЈ). Радио је у активу питомаца Војно-техничке школе. Године 1938. постао је члан УРС-ових синдиката, а марта 1940. члан Комунистичке партије Југославије (КПЈ). Био је члан Месног и Окружног комитета СКОЈ-а у Крагујевцу и истовремено секретар једне партијске ћелије.

### Народноослободилачка борба
Након капитулације Југославије 1941, активно је учествовао у припремама за устанак и у организовању партизанских јединица. Почетком августа 1941. ступио је у Крагујевачки партизански одред, у којем се најпре налазио на дужности политичког комесара Прве чете, а од септембра 1941. на дужности политичког комесара Првог батаљона. Октобра 1941. постао је заменик политичког комесара исте бригаде и истовремено секретар дивизијског комитета КПЈ Прве пролетерске ударне дивизије. Крајем 1941. године, био је постављен за заменика политичког комесара Трећег (Крагујевачког) батаљона Прве пролетерске ударне бригаде. Почетком августа 1943. био је постављен је за политичког комесара Прве пролетерске ударне бригаде.
Заједно са јединицама којима је руководио, Кораћ је учествовао у многим биткама током рата. За изванредну храброст приликом уништења једне железничке композиције у Гружи, а затим и друге код Кнића, на прузи Краљево—Крагујевац, октобра 1941. године, био је похваљен од Врховног штаба НОП одреда Југославије. Новембра 1941. године, похвалио га је и Штаб Крагујевачког партизанског одреда због тога што је у одбрани Кнића, заједно са седам бораца, разбио групу од 300 четника, која је нападала боравиште одреда.
Од формирања Прве пролетерске бригаде до априла 1944. године, као партијски руководилац батаљона, Кораћ је учествовао у многим њеним операцијама и другим подухватима, међу којима су Друга непријатељска офанзива, Игмански марш, Трећа непријатељска офанзива, борбе у Пољима Колашинским, на Дурмитору, у Херцеговини, поход пролетерских бригада у Босанску крајину, борбе на комуникацији Сарајево—Мостар, на Цинцару, за Ливно, Кључ и друго. Као заменик политичког комесара Прве пролетерске бригаде и секретар дивизијског комитета Прве пролетерске дивизије, учествовао је у биткама на Неретви и Сутјесци. Од лета 1943. до априла 1944. године био је политички комесар Прве пролетерске бригаде, која је тада учествовала у борбама у Далмацији и западној Босни у јесен 1943, као и у борбама у зимским операцијама 1943/44. године у западној Босни.
Априла 1944. године, постао је политички комесар 26. далматинске дивизије НОВЈ. Дивизија је тада извела десанте на Корчулу и Мљет, следећег месеца извела десантни препад на Шолту, а у јуну десант на Брач. У септембру је ослободила централне далматинске отоке и полуострво Пељешац, у октобру ослободила Сплит, децембра учествовала у Книнској операцији, фебруара 1945. Мостарској операцији, а од марта до маја у Ријечкој и Тршћанској операцији. Током рата, Кораћ је био рањаван три пута.

### Послератни период
После рата, вршио је многе дужности у Југословенској народној армији (ЈНА):
- политички комесар Тенковске армије ЈНА (1945—1946),
- политкомесар Треће армије (1947—1948),
- политкомесар Друге војне области у Новом Саду (1948—1950),
- политкомесар ЈРВ и ПВО (1951—1952),
- политкомесар Седме војне области у Сарајеву (1952—1953),
- командант Прве пролетерске дивизије у Постојни (1953—1958),
- командант Војног подручја Ријека,
- начелник Штаба Пете армије у Загребу (1959—1967),
- начелник Треће управе и помоћник Начелника Генералштаба ЈНА (1967—1970),
- начелник Управе копнене војске (1970—1971),
- главни инспектор Главне инспекције ЈНА (1971—1978).

Завршио је Вишу војну академију ЈНА и Курс оператике ЈНА.
Пензионисан је 1980. године у чину генерал-пуковника ЈНА.
Био је активан друштвено-политички радник. На Шестом конгресу СК Србије био је биран за члана Сталног дела Конференције СК Србије. Био је члан неколико државних делегација у посети пријатељским земљама, члан Комисије ЦК СК Југославије за општенародну одбрану и Комитета Конференције СКЈ у ЈНА, те председник њене Комисије за општенародну одбрану.
Био је и активан спортски радник:
- један од организатора Партизанских спортских игара у Фочи, 1942. године,
- један од оснивача Југословенског спортског друштва „Партизан“ 1945. године,
- председник Тениског клуба „Партизан“,
- председник Југословенског олимпијског комитета (1950—1951),
- председник Тениског савеза Југославије (1954—1956. и 1967—1977),
- председник Тениског савеза Хрватске (1960—1967).

Преминуо је 13. марта 1998. године у Београду. Сахрањен је у Алеји народних хероја на Новом гробљу у Београду.

## Одликовања
Носилац је Партизанске споменице 1941. и других југословенских одликовања, међу којима су — Орден ратне заставе, Орден партизанске звезде са златним венцем, Орден заслуга за народ са златном звездом, Орден братства и јединства са златним венцем, Орден за војне заслуге са великом звездом, Орден партизанске звезде са сребрним венцем и Орден за храброст. Носилац је и иностраних одликовања, међу којима је и совјетски Орден црвене заставе. Орденом народног хероја одликован је 27. новембра 1953. године.